# Yerlibahçe, Siirt
Yerlibahçe là một xã thuộc thành phố Siirt, tỉnh Siirt, Thổ Nhĩ Kỳ. Dân số thời điểm năm 2008 là 41 người.